# The Rugby Championship 2022
El The Rugby Championship 2022, serà l'onzena edició i la vint-i-sisena edició d'aquesta competició, tenint en compte el format anterior de tres nacions. És previst que el torneig torni a organitzar-se a totes les nacions competidores després que la Pandèmia de COVID-19 hagi fet que el campionat se celebrés en un sol país. Els All Blacks són els detentors del títol i busquen el tercer campionat consecutiu.

## Equips participants
| Nació        | Estadi                      | Estadi                 | Estadi    | Entrenador       | Capità         |
| Nació        | Nom                         | Ciutat                 | Capacitat | Entrenador       | Capità         |
| ------------ | --------------------------- | ---------------------- | --------- | ---------------- | -------------- |
| Argentina    | Estadi José Amalfitani      | Buenos Aires           | 49.540    | Michael Cheika   | Julián Montoya |
| Argentina    | Estadio Malvinas Argentinas | Mendoza, Argentina     | 42.500    | Michael Cheika   | Julián Montoya |
| Argentina    | Stadio del Bicentenario     | San Juan               | 25.000    | Michael Cheika   | Julián Montoya |
| Austràlia    | Allianz Stadium             | Sydney                 | 45.500    | Dave Rennie      | Michael Hooper |
| Austràlia    | Adelaide Oval               | Adelaida               | 53.000    | Dave Rennie      | Michael Hooper |
| Austràlia    | Docklands Stadium           | Melbourne              | 56.347    | Dave Rennie      | Michael Hooper |
| Nova Zelanda | Eden Park                   | Auckland               | 50.000    | Ian Foster       | Sam Cane       |
| Nova Zelanda | Rugby League Park           | Christchurch           | 18.000    | Ian Foster       | Sam Cane       |
| Nova Zelanda | Waikato Stadium             | Hamilton, Nova Zelanda | 25.800    | Ian Foster       | Sam Cane       |
| Sud-àfrica   | Ellis Park Stadium          | Johannesburg           | 62.567    | Jacques Nienaber | Siya Kolisi    |
| Sud-àfrica   | Estadi Kings Park           | Durban                 | 52.000    | Jacques Nienaber | Siya Kolisi    |
| Sud-àfrica   | Estadi Mbombela             | Nelspruit              | 40.929    | Jacques Nienaber | Siya Kolisi    |

## Classificació
| Posició | Nació        | Partits | Partits  | Partits  | Partits | Punts   | Punts     | Punts      | Bonus       | Bonus         | Taula de punts |
| Posició | Nació        | jugats  | guanyats | empatats | perduts | a favor | en contra | difèrencia | x 4 assaigs | Per - 7 punts | Taula de punts |
| ------- | ------------ | ------- | -------- | -------- | ------- | ------- | --------- | ---------- | ----------- | ------------- | -------------- |
| 1       | Argentina    | 0       | 0        | 0        | 0       | 0       | 0         | 0          | 0           | 0             | 0              |
| 2       | Austràlia    | 0       | 0        | 0        | 0       | 0       | 0         | 0          | 0           | 0             | 0              |
| 3       | Nova Zelanda | 0       | 0        | 0        | 0       | 0       | 0         | 0          | 0           | 0             | 0              |
| 4       | Sud-àfrica   | 0       | 0        | 0        | 0       | 0       | 0         | 0          | 0           | 0             | 0              |

## Resultats

### Jornada 1
| Sud-àfrica | – | Nova Zelanda | 6 d'agost de 2022 17:05 SAST (UTC+02) - Estadi Mbombela, Nelspruit |
|            |   |              | 6 d'agost de 2022 17:05 SAST (UTC+02) - Estadi Mbombela, Nelspruit |

| Argentina | – | Austràlia | 6 d'agost de 2022 16:05 ART (UTC-03) - Estadio Malvinas Argentinas, Mendoza |
|           |   |           | 6 d'agost de 2022 16:05 ART (UTC-03) - Estadio Malvinas Argentinas, Mendoza |

### Jornada 2
| Sud-àfrica | – | Nova Zelanda | 13 d'agost de 2022 16:05 SAST (UTC+02) - Ellis Park, Johannesburg |
|            |   |              | 13 d'agost de 2022 16:05 SAST (UTC+02) - Ellis Park, Johannesburg |

| Argentina | – | Austràlia | 13 d'agost de 2022 17:05 AST (UTC−03) - Stadio del Bicentenario, San Juan |
|           |   |           | 13 d'agost de 2022 17:05 AST (UTC−03) - Stadio del Bicentenario, San Juan |

### Jornada 3
| Austràlia | – | Sud-àfrica | 27 d'agost de 2022 15:00 ACST (UTC+9:30) - Adelaide Oval, Adelaida |
|           |   |            | 27 d'agost de 2022 15:00 ACST (UTC+9:30) - Adelaide Oval, Adelaida |

| Nova Zelanda | – | Argentina | 27 d'agost de 2022 19:45 NZST (UTC+12) - Rugby League Park, Christchurch |
|              |   |           | 27 d'agost de 2022 19:45 NZST (UTC+12) - Rugby League Park, Christchurch |

### Jornada 4
| Nova Zelanda | – | Argentina | 3 de setembre de 2022 19:05 NZST (UTC+12) - Waikato Stadium, Hamilton |
|              |   |           | 3 de setembre de 2022 19:05 NZST (UTC+12) - Waikato Stadium, Hamilton |

| Austràlia | – | Sud-àfrica | 3 de setembre de 2022 19:35 AEST (UTC+10:00) - Allianz Stadium, Sydney |
|           |   |            | 3 de setembre de 2022 19:35 AEST (UTC+10:00) - Allianz Stadium, Sydney |

### Jornada 5
| Austràlia | – | Nova Zelanda | 15 de setembre de 2022 19:45 AEST (UTC+10) - Docklands Stadium, Melbourne |
|           |   |              | 15 de setembre de 2022 19:45 AEST (UTC+10) - Docklands Stadium, Melbourne |

| Argentina | – | Sud-àfrica | 17 de setembre de 2022 21:10 AST (UTC-03) - José Amalfitani, Buenos Aires |
|           |   |            | 17 de setembre de 2022 21:10 AST (UTC-03) - José Amalfitani, Buenos Aires |

### Jornada 6
| Nova Zelanda | – | Austràlia | 24 de setembre de 2022 19:05 NZST (UTC+12) - Eden Park, Auckland |
|              |   |           | 24 de setembre de 2022 19:05 NZST (UTC+12) - Eden Park, Auckland |

| Sud-àfrica | – | Argentina | 24 de setembre de 2022 17:05 SAST (UTC+02) - Kings Park, Durban |
|            |   |           | 24 de setembre de 2022 17:05 SAST (UTC+02) - Kings Park, Durban |